# Ottmar Hendschel
Ottmar Ulrich Hendschel (* 9. März 1845 in Frankfurt am Main; † 1925 in Düsseldorf) war ein deutscher Genre- und Landschaftsmaler der Düsseldorfer Schule.

## Leben
Ottmar Hendschel war einer von vier Söhnen des Frankfurter Postdirektions-Sekretärs, Kartografen, Kunstliebhabers und Hobbymalers Ulrich Friedrich Hendschel (1804–1862) und dessen Ehefrau Therese Julie Albertine, geborene Kaiser († 1863). Als Herausgeber eines Eisenbahn-Atlas von Deutschland, Belgien und dem Elsass und des Hendschel’s Telegraph war der Vater zu Wohlstand und Ansehen gelangt. Albert Hendschel (1833–1883), Ottmars Bruder, besuchte unter Jakob Becker das Städelsche Kunstinstitut und wurde Maler und Zeichner. Emil (1835–1909), ebenfalls ein Bruder Ottmars, heiratete 1867 Emilie Domer (1845–1930), eine Tochter des Frankfurter Leinwandhändler und Ratsherrn David Domer (1815–1899). Deren Schwester heiratete den Landschaftsmaler August Becker. Dessen Bruder, der Geheimrat Ernst Becker, wurde über seine Tochter Toni Schwiegervater des Landschafts- und Historienmalers Eugen Bracht.
Ottmar Hendschel beschritt anfangs eine kaufmännische Berufsausbildung, ehe er sich der Kunst zuwandte. In den Jahren 1875 bis 1877 war Hendschel Privatschüler des Genremalers Wilhelm Simmler. Er ließ sich in Düsseldorf nieder, wo er in der Schadowstraße 32 wohnte, und wurde Mitglied des Künstlervereins Malkasten.
Hendschel stellte in Bremen, Düsseldorf und Berlin aus, 1894 war er auf der Großen Berliner Kunstausstellung vertreten. Mitte der 1890er Jahre war er an der Ausgestaltung des Kunstgewerbemuseums Düsseldorf beteiligt. 1899 bereicherte er die Rheinische Goethe-Ausstellung in Düsseldorf durch das Gemälde Goethes Ankunft im Jacobischen Haus 1792.